# فيليكس باشر
فيليكس باشر (بالألمانية: Felix Bacher)‏ هو لاعب كرة قدم نمساوي في مركز الوسط، ولد في 25 أكتوبر 2000 في النمسا. لعب مع نادي واكر إنسبروك.

## وصلات خارجية
- فيليكس باشر على موقع قاعدة بيانات كرة القدم.إي يو (الإنجليزية)
- فيليكس باشر على موقع Soccerway.com (الإنجليزية)
- فيليكس باشر على موقع عالم كرة القدم.نت (الإنجليزية)